# 陳杰 (乾隆武進士)
陳杰（？—1806年），祖籍不詳，清朝軍事將領、武進士出身。
乾隆七年，登武進士。乾隆十三年，任南營守備。乾隆十五年，任圓明園樹村汛守備。乾隆十八年，任河南歸德營守備。乾隆二十一年，任南營游擊。乾隆二十二年，改提標參將。乾隆二十七年，任樂清協副將。乾隆三十一年，任江南壽春鎮總兵。乾隆三十四年，改江南蘇松鎮總兵。乾隆三十六年，任廣東左翼鎮總兵、廣東右翼鎮總兵、江南壽春鎮總兵。乾隆四十一年，任江南提督。乾隆四十二年，任烏嚕木齊提督。乾隆四十三年，任正白旗漢軍副都統。乾隆四十九年，任巡捕中營副將。乾隆五十一年，改江南狼山鎮總兵。乾隆五十二年，任江南提督。乾隆五十四年，任浙江提督。有孫陳夢熊。